# Álvaro Rey
Álvaro Rey Vázquez est un footballeur espagnol né le 11 juillet 1989 à Séville. Il évolue au poste de milieu de terrain avec le CD Mirandés en Segunda División B.

## Biographie
La 25 juillet 2013, Rey est recruté par le Toronto FC après un essai.

## Palmarès
Vierge